# Manicomio Arkham
El Elizabeth Arkham Asylum para criminales dementes, llamado Manicomio Arkham y también conocido como Asilo Arkham, es un hospital psiquiátrico y prisión ficticio de Gotham City, perteneciente al universo de DC Comics. Arkham es el manicomio donde se encuentran recluidos la mayoría de los enemigos mentalmente perturbados de Batman (Joker, Harley Quinn, Dos Caras, El Acertijo, El Espantapájaros, Hiedra Venenosa, Señor Frío, Killer Croc, El Sombrerero Loco, El Ventrílocuo, etcétera). Se sitúa en las afueras de Gotham City y en la época victoriana era la casa de su creador, Amadeus Arkham, quien irónicamente se convirtió en un interno más. El manicomio se llama así en honor al pueblo de Arkham, pueblo que es recurrente en las obras del escritor H. P. Lovecraft.
Además, Batman: Arkham Asylum es un aclamado videojuego de aventura y acción creado en 2009, seguido por Batman: Arkham City (2011) como la precuela llamada Batman: Arkham Origins (2013) y la entrega más reciente Batman: Arkham Knight (2015), los cuales están ambientados en el universo de Batman, específicamente en este lugar ficticio.

## Historia del Arkham Asylum
Inspirado en la obra de H. P. Lovecraft, en particular su ciudad ficticia de Arkham, Massachusetts, el manicomio fue creado por Dennis O'Neil y su primera aparición fue en el Batman #258 (octubre de 1974), aunque gran parte de su historia fue creado por Len Wein durante la década de 1980, siendo iconizado popularmente en 1989 por Grant Morrison.
El Asilo Arkham en sus primeras versiones era solo un hospital común, pero desde fines de los 80 es retratado como una gran casona de la antigua época victoriana y que ha sido adaptada tecnológicamente para ser el manicomio-cárcel que reciba a algunos de los criminales más peligrosos del mundo. El lugar está situado en las afueras de Gotham City y es donde los enemigos de Batman, considerados legalmente enfermos mentales, están encarcelados, ya que el resto de enemigos o criminales comunes son encerrados en la Penitenciaría Blackgate.

## Personal
Arkham, como institución, no tiene un buen historial. A pesar de que ha tenido numerosos administradores, no todos se puede decir que son "equilibrados":

### Personal de los cómics
- Amadeus Arkham: fundador del manicomio para hombres cuyo único crimen era la enfermedad mental, sin embargo, cayó en la locura cuando Martin Mad Dog Hawkins violó y asesinó a su hija y mató a su esposa, por lo cual mató a Hawkins y, tiempo después, se suicidó mientras estaba encerrado en su propio manicomio.[1]
- Dr. Jeremiah Arkham: sobrino de Amadeus Arkham, un poco torpe, pero, al ser un Arkham, heredó el manicomio hasta que más tarde se convirtió en Máscara Negra II, el nuevo señor del crimen, para ocupar el puesto del fallecido Roman Sionis, primer Máscara Negra. Él ha drogado a muchos villanos de Batman, como Hiedra Venenosa y el Espantapájaros.
- Charles Cavendish: fue el administrador del Manicomio Arkham hasta que descubrió los diarios secretos de Amadeus y trató de acabar con Batman. Sin embargo, la Dra. Adams terminó matando a Cavendish con la misma navaja que usó Amadeus para sacrificar a su madre. Solo aparece en el cómic Arkham Asylum: A Serious House on Serious Earth.
- Ruth Adams: psiquiatra del manicomio, también estuvo como rehén cuando Cavendish y los internos se apoderaron del manicomio. Sin embargo, termina salvando a Batman, asesinando a Cavendish. Solo aparece en el cómic Arkham Asylum: A Serious House on Serious Earth.
- Aaron Cash: es uno de los guardias de seguridad más respetados del manicomio.[5] La mano izquierda de Cash fue reemplazada por un gancho de metal después de haber sido cortada por Killer Croc. Cash ha albergado desde entonces un profundo temor y odio por Croc.
- Dr. Hurt: Simon Hurt es un villano de Batman y un antepasado inmortal de Thomas Wayne con exactamente el mismo nombre. Se basa visualmente en un científico anónimo que debutó en el cómic Robin Dies at Dawn.
- Bartholomew Wolper: fue el psiquiatra de Dos Caras y el Joker en el cómic Batman: The Dark Knight Returns. Fue asesinado por el Joker en el programa de David Endochrine. También apareció en las películas animadas The Dark Knight Returns - Part 1 y en The Dark Knight Returns - Part 2.

### Psiquiatras o guardias que fueron introducidos en series animadas
Esta lista es de psiquiatras que han aparecido en algunas series animadas de Batman, pero pueden haber aparecido en los cómics también:
- Dra. Harleen Quinzel: psiquiatra introducida en Batman: The Animated Series, quien apareció por primera vez en el episodio "Joker´s Favor".[6] Cuando la joven Harleen Quinzel llegó a Arkham para trabajar, estuvo a cargo del Joker, se enamoró del Príncipe Payaso del Crimen (cosa que se mencionó en el episodio "Harlequinade" y se mostró en el flashback del episodio "Mad Love" de The New Batman Adventures) y terminó convirtiéndose en su secuaz, Harley Quinn (debido a que el nombre era parecido a Arlequín).
- Dr. Bartolomeo: psiquiatra del manicomio en Batman: The Animated Series, apareció por primera vez en el episodio "Dreams in Darkness" donde es el psiquiatra de Batman y trata de atraparlo, pensando que esté había perdido la cordura, sin embargo, al final termina ordenando que encierren y vigilen al Espantapájaros, por el malvado plan que puso en práctica. Luego, aparece en el episodio "Trial" como cameo e hipnotizado por culpa del Sombrerero Loco, y en "Lock-Up", otra vez con un papel principal, es mencionado en los episodios "Joker's Wild" y "Harlequinade" y vuelve a aparecer como cameo en el episodio de The New Batman Adventures, "Mad Love".
- Dra. Joan Leland: psiquiatra introducida en Batman: The Animated Series, apareció por primera vez en el episodio "Harley's Holiday", donde le confirma a Harley que ya puede salir de Arkham, más tarde reaparece en los episodios de The New Batman Adventures, "Double Talk", "Chemistry" (como cameo) y en "Mad Love".
- Encierro/Lyle Bolton: guardia de seguridad del manicomio, introducido en el episodio "Lock-Up" de Batman: The Animated Series. Fue despedido cuando empezó a aterrorizar a los pacientes, lo cual lo encaminó a vengarse, pero Batman lo detuvo.

### Personal en otras versiones reales o animadas de Batman
- Chase Meridian: fue un doctora del manicomio en la película Batman Forever. Fue el interés amoroso de Bruce Wayne y descubrió su identidad secreta de Batman. Más tarde, fue secuestrada por Riddler, pero Batman y Robin la rescataron y encerraron a Riddler en Arkham.
- Dr. Burton: fue uno de los empleados del manicomio en la película Batman Forever. El Dr. Burton originalmente apareciá en la escena eliminada de Batman Forever donde iba a ver como estaba Dos Caras, sin embargo, descubre que él ha escapado, ha dejado a un guardia amordazado y un mensaje que dice "El murciélago tiene que morir". Sin embargo, al final de la película él aparece cuando El Acertijo es internado en Arkham. Su apellido es una clara referencia al de Tim Burton, quien dirigió las 2 películas anteriores a Batman Forever, Batman y Batman Returns.
- Jonathan Crane: fue psiquiatra del manicomio en la película Batman Begins, pero Rachel Dawes y Batman descubrieron que el enloquecía a sus pacientes y terminó siendo internado en Arkham, sin embargo, logró escapar y siguió con sus negocios de droga en The Dark Knight. Más tarde, escapó en The Dark Knight Rises.
- Hugo Strange: fue doctor del manicomio solo en la serie animada The Batman, donde debutó en el episodio "Strange Minds", sin embargo, hacía experimentos con el fin de acabar con Batman. Finalmente en el episodio "Gotham's Ultimate Criminal Mastermind", termina siendo llevado a la justicia e internado en Arkham, más tarde, en la temporada 4, se revela que Strange se fugó de Arkham. En el final de la serie, "Lost Heroes", Strange queda en estado catatónico por culpa de la Unión.

### Personal en otras versiones ficticias de Batman
- Bill: guardia de seguridad del Manicomio Arkham, sin embargo, solo aparece en el videojuego Batman: Arkham Asylum.
- Gretchen Whistler: miembro del personal médico presente en el Manicomio Arkham durante los acontecimientos del videojuego Batman: Arkham Asylum. A pesar de solo ser vista brevemente durante el juego (cuando Víctor Zsasz secuestra a Mike al principio del juego), su voz se puede escuchar varias veces al escuchar las cintas de la entrevista de los pacientes.
- Quincy Sharp: apareció por primera en el videojuego Batman: Arkham Asylum como el encargado del manicomio. Aunque aparentemente un personaje secundario inicialmente en una posición de poder, sostenido juega un papel fundamental en toda la serie como él se revela como un asesino en serie dentro del manicomio y una marioneta de los locos y el siniestro Hugo Strange, con los 2 hombres que comparten una conexión a una poderosa organización criminal de utilizarlos para sus propias operaciones y esquemas. Inicialmente, un activista político con el ansia de poder y un incentivo para ayudar a su ciudad contiene a los criminales más peligrosos que alberga, Quincy es manipulado por Ra's al Ghul y su organización, la Sociedad Secreta y en todo el mundo de la Liga de los Asesinos. A través de su agente, Shiva, Quincy reabre el manicomio bajo su persuasión engañosa y manipulación como parte de un plan mucho más grande, utilizando los planes destructivos del Joker para el caos como incentivo para hacerlo. Reaparece en la secuela de Batman: Arkham Asylum, Batman: Arkham City y en su precuela Batman: Arkham Origins.
- Dra. Penélope Young: fue una de las empleadas del manicomio en el videojuego Batman: Arkham Asylum. Young fue una de las principales psiquiatras de Arkham. Ella también estaba trabajando en el proyecto Titán de nuevo desarrollo de Arkham. La Dra. Young y sus hazañas dentro del proyecto serían reveladas para ser accionadas por las maquinaciones del Joker, quien manipuló toda la operación para sus propios fines de destruir Gotham y terminar su batalla con Batman.
- Kevin Liew: fue uno de los empleados del manicomio en el videojuego Batman: Arkham Asylum. Kevin es uno de los asistentes en el manicomio, presente durante la toma de la conquista del Joker para tomar el control del manicomio.
- Zach Franklin: es uno de los guardias de seguridad del manicomio en Batman: Arkham Asylum.

## Pacientes
Entre los pacientes del Manicomio Arkham se encuentran:
- Joker: celda 0801[1][7][8]
- Dos Caras: celda 993[1]
- El Espantapájaros: celda 826. Comúnmente trasladado a la celda 743[1]
- Harley Quinn: celda 41
- El Acertijo: celda 445
- Bane: celda 1953
- Victor Zsasz: celda 82
- Señor Frío: celda 189
- El Sombrerero Loco: celda 888[1]
- Killer Croc: celda especial[1]
- Deadshot: celda 269[9]
- Cara de Barro: celda 14
- El Ventrílocuo: celda 35
- Hugo Strange: celda 268
- Hombre Calendario: celda de la milla verde número 8
- Hiedra Venenosa: celda de la milla verde número 1
- Ra's al Ghul (como "Terry Gene Kase")[10]

## En otros medios

### Televisión

#### Batman: The Animated Series(más tardeThe Adventures of Batman & Robin) y enThe New Batman Adventures
En la serie animada Batman: The Animated Series (más tarde The Adventures of Batman & Robin) y en su serie animada-secuela The New Batman Adventures, es mostrado habitualmente. Es mostrado como oscuro y tenebroso, aunque las celdas se parecen a las de los cómics, solo que son diferentes por las puertas de vidrio en las mismas celdas.

#### Justice League
En la serie animada Justice League, el manicomio solo hizo un breve cameo en el episodio "A Better World: Part 2" en una dimensión alternativa donde una Liga fascista ha apoderado del mundo y distribuye villanos a través de la ejecución o la lobotomía. El manicomio está dirigido por una versión lobotomizada del Joker y está protegido por las copias robóticas de Superman. Toda la población de pacientes se lobotomizó por la visión de calor del suplente de Superman (sin embargo se puede ver que El Ventrílocuo no se ha lobotomizado por la visión de calor de Superman, pero su marioneta Scarface si se lobotomizó). Hay que señalar que el Joker, Dos Caras y Hiedra Venenosa aparecen como aparecieron en Batman: The Animated Series en la mismísima serie Justice League como los pacientes claves de Arkham.

#### The Batman
En The Batman, luce como el original, solo que la mayoría de los villanos terminan aquí. Aunque el personal está más armado que en la anterior serie, sigue siendo fácil escapar para los villanos. Aquí el manicomio se encuentra en una isla y está conectado a la ciudad por un puente.

#### Batman: The Brave and the Bold
En la serie animada Batman: The Brave and the Bold, el Manicomio Arkham solo aparece en el episodio "Mayhem of the Music Meister!". Hombre Calendario, Joker, Rey Tut, Mr. Freeze, Psycho-Pirate, Doctor Polaris, El Espantapájaros, Dos Caras, el Sombrerero Loco, Top, Crazy Quilt, Tweedledum y Tweedledee aparecen como pacientes del asilo.

#### Beware the Batman
En esta serie, el Asilo Arkham no aparece, pero es referenciado en los episodios "Secrets" y "Atraction". Curiosamente, en este último episodio, Arkham fue escrito como Arkum, por error.

#### Gotham
En la serie, el Asilo Arkham estuvo cerrado quince años antes de su comienzo, pero vuelve a ser abierto para encerrar criminales como Jerome Valeska o Barbara Kean.

#### Scooby-Doo and Guess Who?
En la serie animada, el Asilo Arkham aparece en el episodio "What a Night, For a Dark Knight!", donde Batman descubre que Kirk Langstrom está encarcelado en esta prisión, lo que significa que alguien más se hace pasar por Man-Bat.

#### DC Super Hero Girls
En la serie animada, el Asilo Arkham aparece en el episodio "#NightmareInGotham", Parte 1, siendo nombrada Escuela Reformatoria de Arkham, donde el Joker escapa del lugar.

### Película

#### Batman Forever
En Batman Forever, sale al final de la película. Fue diseñado como un alto castillo, en donde es encerrado Riddler, pagando por sus acciones y por su demencia. En escenas eliminadas se revela que Dos Caras fue paciente del manicomio escapando posteriormente.

#### Batman & Robin
En Batman & Robin, es mostrado varias veces, ya que Mr. Freeze es encerrado aquí a la mitad de la película y al final, cuando Hiedra Venenosa es encerrada en él. Es mostrado en una isla. Lo más curioso es que mientras Freeze es llevado a su celda especial se pueden ver las vestimentas de Riddler (su sombrero, su bastón y su traje) y de Dos Caras (solo su traje), los 2 villanos de la película anterior a Batman & Robin, Batman Forever.

#### Batman Beyond: Return of the Joker
En la película animada Batman Beyond: Return of the Joker, la batalla de Batman contra el Joker y la de Batgirl contra Harley Quinn tiene lugar en el Manicomio Arkham (ya abandonado). Es también el mismo lugar donde Robin (como un lavado de cerebro, versión júnior del Joker) mata al Joker. En una escena eliminada (ofrecida en las dos versiones del DVD como característica especial) tiene a Bruce Wayne recorriendo el manicomio, donde Terry McGinnis, el sucesor de Wayne como Batman, sigue y ve el cadáver del Joker colgado (se suponía que el nuevo Joker estaba colocado hasta allí muy recientemente para intimidar Bruce, o cualquier investigación de él, ya que estaba obligado por cuerdas, que reciente cadáver del Joker no era, y lo más importante, su cadáver ahora lleva las palabras "I known" en él).

#### The Batman vs. Drácula
En la película animada The Batman vs. Drácula, el manicomio aparece tal como aparece en la serie The Batman, debido a que está película fue basada en la mismísima serie de televisión.

#### Batman: Under The Red Hood
En la película animada basada en el arco argumental Batman: Under The Red Hood, el manicomio aparece cuando Batman y Nightwing van allí para interrogar al Joker debido a que ha aparecido un nuevo criminal que se llama Red Hood (anterior identidad del Joker e identidad utilizada por otros delincuentes), pero cómo el Joker no sabe nada al respecto, terminan la visita y se van. Más tarde Máscara Negra va al Manicomio Arkham para pedirle al Joker que elimine a Red Hood (cosa que al final no hace).

#### Batman: Gotham Knight
En esta antología de cortos japoneses, el manicomio e visto durante el segmento "Crossfire".

#### Batman Begins
En Batman Begins, tiene un papel muy importante, pues aquí el Doctor Jonathan Crane, realiza experimentos sádicos con sus pacientes, y también infectaba el agua de Gotham City desde aquí con su toxina del miedo. Acá también, Carmine Falcone, Crane y Victor Zsasz son encerrados, pero luego escapan (excepto Falcone)

#### The Dark Knight
Es mencionado cuando Harvey Dent interrogaba a un hombre y aparece Batman y le dice que ese hombre es un esquizofrénico y que estuvo en Arkham.

#### The Dark Knight Rises
En esta película, se menciona que todos los pacientes del manicomio (excepto uno acorde con la novelización de la película), fueron trasladados a la Penitenciaría de Blackgate tras la muerte de Harvey Dent (Dos Caras).

#### Batman: The Dark Knight Returns(Parte 1yParte 2)
En la película animada The Dark Knight Returns - Part 1, basada en el cómic de Frank Miller, Batman: The Dark Knight Returns; el manicomio solo aparece cuando se anuncia que Harvey Dent (Dos Caras) se ha recuperado y le han reconstruido el rostro (sin embargo, era mentira), más tarde reaparece al final de la película cuando transmiten por la televisión del manicomio que los Hijos de Batman prometen empezar a pelear y a defender por lo que creen justo; lo cual saca de su estado catatónico. Luego reaparece en la segunda parte vuelve a aparecer cuando el Joker contempla gustoso los programas hasta que el Dr. Bartholomew Wolper llega a visitar a su paciente favorito. Entonces el Joker le comenta que sería genial tener la oportunidad de contar su historia en los medios ahora que ya se ha curado y Wolper accede (sin embargo todo era mentira y asesina a todos los del programa de David Endochrine).

#### Batman: Assault on Arkham
En esta película, el Escuadrón Suicida se infiltra en el Manicomio Arkham para matar a Riddler (pero al final, este los ayuda y le perdonan la vida). El asilo aparece al como aparece en el serie de videojeugos, Batman: Arkham, ya que se sitúa en su misma continuidad.

#### Batman v Superman: Dawn of Justice
Aunque en el corte para cines de la película, jamás se hace referencia al Asilo Arkham, en el corte final, durante la escena extendida de la visita de Batman a Lex Luthor en la cárcel, es revelado que Batman ha conseguido que Lex sea transferido a Arkham, ya que Luthor dice estar demente, Batman lo amenaza diciéndole que amigos suyo lo esperaran, haciendo referencia a sus enemigos.

#### Suicide Squad
En el inicio del Film podemos ver a través de Flashbacks, la residencia de la Dra. Harleen Quinzel en el Manicomio Arkham, así como el Motín del Joker, cuando este trata de llegar hasta la Dra. Quinzel, para torturarla con una sesión de electroshock.

#### Justice League
Arkham aparece en una escena poscréditos donde Slade Wilson / Deathstroke se encuentra en un yate con Lex Luthor, luego de escapar de la cárcel.

#### Zack Snyder's Justice League
Arkham aparece en el epílogo donde Slade Wilson / Deathstroke se encuentra con Lex Luthor, luego de escapar de la cárcel.

#### The Batman
- Arkham Asylum, aparece bajo el nombre de Arkham State Hospital, en The Batman. La instalación se menciona por primera vez cuando Riddler expone públicamente los detalles que rodean la historia de la familia Wayne, incluida Martha Wayne, que es hija de la familia Arkham, es una expaciente en el hospital además de tener un historial oculto de enfermedad mental que su esposo Thomas intentó encubrirse para evitar enfrentar el escrutinio durante su campaña por la alcaldía, lo que finalmente lo llevó a ordenar al señor del crimen Carmine Falcone que intimidara al periodista Edward Elliot por amenazar con filtrar públicamente dicha información, y Falcone lo mató directamente. Después de su arresto por una serie de asesinatos en serie relacionados con funcionarios de Gotham City, Edward Nashton es encarcelado en Arkham justo cuando implementa con éxito su plan para inundar la ciudad durante la toma de posesión de la alcaldesa electa Bella Reál. A raíz de dichos eventos, se hace amigo de otro recluso: el Guasón.
- Actualmente se está desarrollando una serie de televisión independiente centrada en el Arkham State Hospital para el servicio de transmisión HBO Max. Explorará la instalación a medida que evoluciona después de los eventos de la película y obtiene un tono que recuerda a las películas de terror. La serie será desarrollada por el guionista/director de The Batman Matt Reeves.

### Videojuegos

#### Batman Forever: The Videogame
En el videojuego Batman Forever: The Videogame (videojuego basado en la película del mismo nombre), el juego cuenta con Arkham como su primera etapa. Mientras que la película muestra el Manicomio Arkham como estando en una zona boscosa a distancia, los fondos disponibles en el juego parecen colocarlo en el paseo marítimo, justo enfrente de la bahía de Gotham City.

#### Batman: Arkham
Los videojuegos Batman: Arkham Asylum, Batman: Arkham City, Batman: Arkham Origins, y Batman: Arkham Knight se desarrollan aquí en su mayor parte. En Batman: Arkham Origins también se muestra pero no como un manicomio sino como parte de Gotham City, una isla habitada por más criminales que por buenas personas.

#### Lego Batman
En esta serie de videojuegos, el Asilo aparece en Lego Batman: The Videogame (en al introducción y en las escenas finales) y en Lego Batman 2: DC Super Heroes (en dos misiones).